# Bruce Beutler
Bruce Alan Beutler (Chicago, Illinois, 1957. december 29. –) amerikai immunológus és genetikus. 2011-ben Jules Hoffmann-nal és Ralph Steinmannal megosztva elnyerte a fiziológiai Nobel-díjat "a veleszületett immunrendszer aktivációjában végzett kutatásaiért”.

## Tanulmányai
Bruce Beutler 1957. december 29-én született chicagói zsidó családban. Apja, Ernest Beutler a 30-as években, gyerekként menekült Németországból Amerikába, ahol sikeres kutató hematológus vált belőle: ő fedezte fel az X-kromoszóma inaktiválását emberekben, elnyerte a Gairdner-díjat és tagja volt a Nemzeti Tudományos Akadémiának. Anyja, a matematikus végzettségű Brondelle May Fleisher már az USA-ban született, az ő szülei Kijevből vándoroltak ki. Négy gyerekük közül Bruce volt a harmadik. 
A család 1959-ben Dél-Kaliforniába költözött, ahol apja a duartei orvosi főiskolán tanított. Bruce Los Angeles egyik elővárosában, Arcadiában nőtt fel. Kertvárosi házukban különféle állatokat (kacsát, nyulat, kaméleont, teknőst, zebrapintyet) tartott és sokat kirándult a közeli hegyekben. Öt évesen kezdte el az iskolát, tizenhárom évesen pedig a pasadenai Polytechnic School egyetemi előkészítő magániskolában folytatta tanulmányait.
Már a középiskolában elkezdett kutatói munkát végezni az apja laboratóriumában, megtanulta a biokémiai, enzimológiai technikákat. 16 évesen befejezte a középiskolát és beiratkozott a San Diegói Kaliforniai Egyetemre, hogy orvosnak tanuljon. Két év alatt megszerezte a BSc minősítést és ekkor találkozott először Abraham Braude laboratóriumában a bakteriális endotoxinokkal, illetve apja kollégája, Susumo Ohno laborjában genetikai és immunológiai kutatásokban vett részt. 1977-ben, 19 évesen, az évfolyam legfiatalabbjaként a Chicagói Egyetem orvosi szakán folytatta tanulmányait. 1981-ben megkapta orvosi diplomáját és utána két évig Dallasban dolgozott belgyógyászati, illetve neurológiai rezidensként.    

## Munkássága
Miután teljesen befejezte klinikai orvosi képzését, visszatért a kutatáshoz; 1983-tól egy hároméves posztdoktori ösztöndíjjal a New York-i Rockefeller Egyetem munkatársaként dolgozott a kahektin kutatásában. A kahektin egy ismeretlen, hormonszerű anyag volt, amelyet a egerek makrofágjai választottak ki endotoxinok hatására. Beutlernek sikerült tisztítania az anyagot és ellenanyagot termeltetnie hozzá; ezután pedig felfedezte, hogy a molekula fontos szerepet játszik az az endotoxinok mérgező hatásában amit ellenanyaggal ki lehet védeni; valamint hogy azonos az emberben már ismert rumornekrózis-faktor α-val (TNF-α).
1986-ban visszatért Dallasba a Texasi Egyetem Howard Hughes Orvostudományi Intézetébe. Kidolgozott egy módszert, amivel blokkolni tudta a TNF-α hatását a gyulladásos és szeptikus sokkos folyamatokban: erre a célra egy hibrid fehérjét hozott létre a TNF-receptorból és az IgG ellenanyagból. A molekulát (Enbrel márkanéven) ma is gyógyszerként használják rheumatoid arthritis és egyéb krónikus gyulladásos betegségek kezelésére. Beutler tanulmányozta a TNF bioszintézisének szabályozását és felfedezte, hogy azt az NF-ƙB transzkripciós faktor kontrollálja a fehérje mRNS-én található szekvencián keresztül. Arra is rájött, hogy hasonló szekvenciák találhatóak a citokinek mRNS-én is.   

### Az LPS-receptor felfedezése
Beutler a 80-as évek végétől kezdődően azt a immunrendszeri receptort próbálta megtalálni, amely felismeri a baktériumokat, illetve azok lipopoliszacharidjait (LPS-eit). A veleszületett immunrendszer ennek alapján dönti el egy objektumról, hogy betolakodóként kell-e bánni vele. A kutatás alapjául egy egértörzs szolgált, amelynek szervezete ezt a megkülönböztetést nem tudta megfelelően elvégezni; így csak a hibás fehérjét kellett megkeresni. Beutler és munkatársai éveken át küzdöttek a problémával. A gén helyét le tudták szűkíteni, de így is egy 5,6 millió bázispáros szakaszon belül kellett mutációkat keresniük, a 90-es évek limitált hatékonyságú szekvenálási módszereivel. Publikálható eredményt keveset produkáltak és az intézet is kezdett aggódni, hogy zsákutcába futottak. 
1998-ban kijelentették, hogy csak 2000-ig finanszírozzák a lipopoliszacharid-receptor keresését. Számos pszeudogén hiábavaló szekvenálása után Beutler 1998. szeptember 5-én találta meg a működő LPS-receptort, amely a Toll-szerű receptorok családjába tartozott (az ecetmuslica immunológiai és fejlődési folyamataiban aktív Toll-receptora után). A felfedezést a Science magazinban közölte; a cikkre 2011-ig 4 ezerszer hivatkoztak, amivel első a veleszületett immunrendszerrel foglalkozó közlemények között.
Beutler 2000-ben átköltözött a kaliforniai La Jollába, a Scripps Kutatóintézetbe (The Scripps Research Institute, TSRI), ahol tovább dolgozott a veleszületett immunrendszer génjeinek azonosításán. A génszekvenciák összehasonlítása és informatikai feldolgozására munkatársaival közösen kidolgozott egy programot, amellyel a korábbiakhoz képest százszorosan fel lehetett gyorsítani a gének és mutációk keresését. A 2000-es években több száz olyan mutációt fedeztek fel, amelyek befolyásolhatják az immunrendszer működését.
2011-ben visszatért Dallasba, a Center for the Genetics of Host Defense (kb. Gazdaszervezet-genetikai Központ) élére, ahol létrehozott egy munkacsoportot a különböző szervezetek immungenetikai vizsgálatára. Ugyanebben az évben az LPS-receptor felfedezéséért megkapta a fiziológiai Nobel-díjat (a francia Jules Hoffmann-nal és a kanadai Ralph Steinmannal megosztva). 

## Elismerései

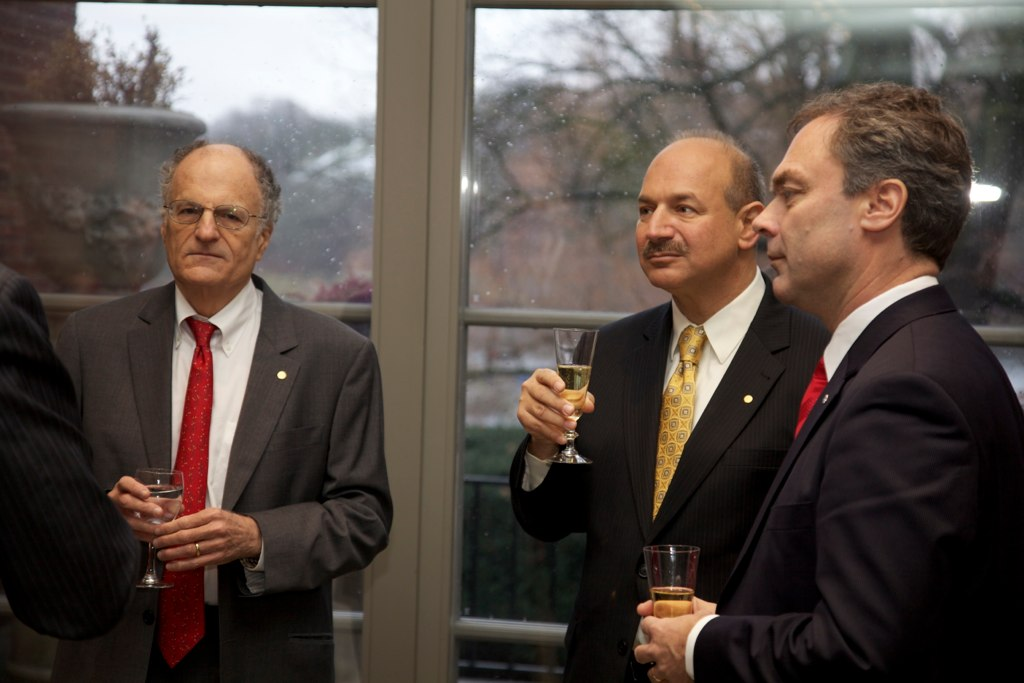
A közgazdasági Nobel-díjas Thomas J. Sargent, Bruce Beutler és Jan Björklund svéd oktatási miniszter a Nobel-díj átadásán

- 1994 az Amerikai Klinikai Kutatási Szövetség kiváló kutatói díja
- 2004 Robert Koch-díj (Németország)
- 2006 William B. Coley-díj
- 2006 Charles Leopold Mayer-nagydíj (Franciaország)
- 2007 Balzan-díj
- 2007 Frederik B. Bang-díj
- 2009 Albany Medical Center-díj
- 2011 Shaw-díj
- 2011 Fiziológiai és orvostudományi Nobel-díj
- 2013 Stanley J. Korsmeyer-díj

Tagja a Nemzeti Tudományos Akadémiának, az Amerikai Művészeti és Tudományos Akadémiának, a német Leopoldina Tudományos Akadémiának és az Európai Molekuláris Biológiai Szervezetnek. Díszdoktori címet kapott a Müncheni Műszaki Egyetemtől és a Norvég Műszaki és Természettudományos Egyetemtől. 

## Családja
Bruce Beutler 1980-ban vette feleségül Barbara Lanzlt. Három gyerekük született, Daniel (1983), Elliot (1984) és Jonathan (1987). 1988-ban elváltak. 